# Яшаница, Байрам
Байрам Яшаница (алб. Bajram Jashanica; род. 25 сентября 1990 года, Приштина) — косоварский футболист, играющий на позиции защитника за клуб «Балкани» (Сува-Река). Выступал за сборную Косова.

## Клубная карьера
Байрам Яшаница начинал свою профессиональную карьеру футболиста в 2009 году в команде «Хюси», выступавшей в косовской Суперлиге. В марте 2013 года он был на просмотре в немецком «Франкфурте».
Перед стартом сезона 2013/14 Яшаница перешёл в клуб албанской Суперлиги «Скендербеу», и через несколько дней был отдан в аренду в другую команду лиги «Беса». В ней он дебютировал 20 октября 2013 года в гостевом матче против «Кукеси», выйдя на замену на 74-й минуте. По окончании сезона он вернулся в «Скендербеу».
Яшаница провёл 5 игр «Скендербеу» в групповом этапе Лиги Европы УЕФА 2015/2016. А также стал автором гола престижа в гостевом поединке против лиссабонского «Спортинга», забив головой после подачи углового на 89-й минуте.

## Карьера в сборной
Байрам Яшаница дебютировал за сборную Косова 21 мая 2014 года в домашнем товарищеском матче против сборной Турции, заменив на 80-й минуте Мехмета Хетемая.

## Статистика выступлений

### В сборной
| Матчи и голы Байрама Яшаницы за сборную Косова | Матчи и голы Байрама Яшаницы за сборную Косова | Матчи и голы Байрама Яшаницы за сборную Косова     | Матчи и голы Байрама Яшаницы за сборную Косова | Матчи и голы Байрама Яшаницы за сборную Косова | Матчи и голы Байрама Яшаницы за сборную Косова | Матчи и голы Байрама Яшаницы за сборную Косова |
| №                                              | Дата                                           | Место проведения                                   | Соперник                                       | Счёт                                           | Голы                                           | Соревнование                                   |
| ---------------------------------------------- | ---------------------------------------------- | -------------------------------------------------- | ---------------------------------------------- | ---------------------------------------------- | ---------------------------------------------- | ---------------------------------------------- |
| 1                                              | 21 мая 2014                                    | Олимпийский стадион Адем Яшари, Косовска-Митровица | Турция                                         | 1:6                                            | —                                              | Товарищеский матч                              |
| 2                                              | 10 октября 2015                                | Городской стадион, Приштина                        | Экваториальная Гвинея                          | 2:0                                            | —                                              | Товарищеский матч                              |
| 3                                              | 3 июня 2016                                    | Фольксбанк Штадион Франкфурт, Франкфурт-на-Майне   | Фареры                                         | 2:0                                            | —                                              | Товарищеский матч                              |
| 4                                              | 2 сентября 2017                                | Максимир, Загреб                                   | Хорватия                                       | 0:1                                            | —                                              | Квалификация ЧМ 2018                           |
| 5                                              | 5 сентября 2017                                | Лоро Боричи, Шкодер                                | Финляндия                                      | 0:1                                            | —                                              | Квалификация ЧМ 2018                           |
| 6                                              | 6 октября 2017                                 | Лоро Боричи, Шкодер                                | Украина                                        | 0:2                                            | —                                              | Квалификация ЧМ 2018                           |
| 7                                              | 9 октября 2017                                 | Лаугардалсвёллур, Рейкьявик                        | Исландия                                       | 0:2                                            | —                                              | Квалификация ЧМ 2018                           |

Итого: 7 матчей / 0 голов; eu-football.info.

## Достижения

### Командные
«Хюси»
- Чемпион Косова (1): 2010/11

«Скендербеу»
- Чемпион Албании (1): 2014/15
- Обладатель Суперкубка Албании (1): 2014